# Liste der Listen von Superlativen
Dies ist eine Liste von Listen von Rekorden und anderen Superlativen, die sich derzeit in der deutschsprachigen Wikipedia befinden.

## Generell
- Liste der Geschwindigkeitsrekorde

## Astronomie und Raumfahrt
- Liste der hellsten Galaxien
- Liste der größten Objekte im Sonnensystem
- Liste der längsten zentralen Sonnenfinsternisse zwischen dem Jahr 1 und 3000
- Liste der größten Sterne
- Liste der hellsten Sterne
- Liste der massereichsten Sterne
- Liste der nächsten extrasolaren Systeme
- Rekorde der bemannten Raumfahrt
- Rekorde der unbemannten Raumfahrt

## Biologie
- Extremophile#Kategorien von Extremophilen
- Langlebigste Lebewesen
- Liste der ältesten Frauen
- Liste der ältesten Männer
- Liste der ältesten Menschen
- Liste der dicksten Bäume in der Rhön
- Liste der dicksten Buchen in Deutschland
- Liste der dicksten Eichen in Deutschland
- Liste der dicksten Mammutbäume in Deutschland
- Liste der dicksten Obstbäume in Deutschland
- Liste der dicksten Tannen in Deutschland
- Liste der größten Lebewesen
- Liste der größten Personen
- Liste der größten Spinnen Europas

## Umwelt
- Temperaturextrema#Listen
- Liste der größten Kohlenstoffdioxidemittenten
- Liste der Temperaturrekorde in Deutschland
- Liste von Kraftwerken in der Europäischen Union mit der höchsten Kohlenstoffdioxidemission

## Geographie und Städte
- Älteste Städte Deutschlands
- Liste der größten Inseln der Erde
- Liste der größten Inseln im Mittelmeer
- Liste der größten Landkreise Deutschlands
- Liste der größten Metropolregionen der Welt
- Liste der größten Seen
- Liste der größten Städte Afrikas
- Liste der größten Städte Asiens
- Liste der größten Städte Europas
- Liste der größten Städte der Europäischen Union
- Liste der größten Städte im deutschen Sprachraum
- Liste der größten Städte Ozeaniens
- Liste der größten Städte der Welt (historisch)
- Liste der meistbesuchten Städte

## Katastrophen
- Liste von Brandkatastrophen
- Liste der schwersten Katastrophen der Schifffahrt

## Veranstaltungen
- Liste der größten deutschen Messeveranstaltungen

## Sport
- Leichtathletik-Weltrekorde
- Liste der mitgliederstärksten Sportvereine
- Liste der wertvollsten Sportvereine

## Technologie
- Liste der größten künstlichen, nichtnuklearen Explosionen
- Liste der Kernreaktoren mit der höchsten Jahresproduktion
- Liste der Rekorde der Tu-144
- Liste der Fluggeschwindigkeitsrekorde
- Liste der meistgebauten Flugzeuge

## Wirtschaft
- Liste der größten Agrarproduzenten
- Liste der größten Aluminiumproduzenten
- Liste der größten Arbeitgeber der Welt
- Liste der größten Automobilzulieferer
- Liste der größten Bauxitproduzenten
- Liste der größten Banken der Welt
- Liste der größten Banken in Deutschland
- Liste der größten Bleiproduzenten
- Liste der ältesten Brauereien
- Liste der größten Chemieunternehmen
- Liste der größten Diamantenproduzenten
- Liste der größten Eisenerzförderer
- Liste der größten Getreideproduzenten
- Liste der größten Kraftfahrzeughersteller
- Liste der größten Medizintechnikunternehmen
- Liste der größten Molkereiunternehmen
- Liste der größten Private-Equity-Unternehmen
- Liste der ältesten Unternehmen
- Liste der größten Unternehmen der Welt
- Liste der größten Stahlhersteller
- Liste der größten Versicherer der Welt
- Liste der größten Zementhersteller
- Liste der größten Zinkproduzenten
- Liste der größten Zuckerhersteller

## Gesellschaft und Kultur
- Liste der ältesten Kirchen der Welt
- Liste der ältesten Schulen im deutschen Sprachraum
- Liste der ältesten Universitäten
- Liste der ältesten Zeitungen
- Liste auflagenstärkster Zeitungen
- Liste der größten Bibliotheken der Erde
- Liste der größten Bibliotheken in Bayern
- Liste der größten Bibliotheken in Deutschland
- Liste der größten gemeinnützigen Stiftungen
- Liste der ältesten verstorbenen prominenten Menschen
- Liste der erfolgreichsten Nationen des Oscars für den besten fremdsprachigen Film
- Liste der häufigsten Familiennamen in Deutschland
- Liste der häufigsten Familiennamen in der Schweiz
- Liste der längsten Tagebücher
- Liste der meistabonnierten YouTube-Kanäle
- Liste der meistaufgerufenen YouTube-Videos
- Liste der meistgesprochenen Sprachen
- Liste der meistgestreamten Lieder auf Spotify
- Liste der meistverkauften Belletristikbücher in Deutschland
- Liste der meistverkauften Sachbücher in Deutschland
- Liste der teuersten Gemälde

## Gebäude, Einrichtungen und Infrastruktur
- Liste der größten Gebäude
- Liste der größten Bauprojekte in Namibia
- Liste der größten Brücken
- Liste der größten Burgen und Schlösser
- Liste von großen Einkaufszentren in Deutschland
- Liste der größten Eishockeystadien der Welt
- Liste der größten Flughäfen in Afrika
- Liste der größten Flughäfen in Australien und Ozeanien
- Liste der größten Flughäfen in Europa
- Liste der größten Flughäfen nach Frachtaufkommen
- Liste der größten Flughäfen nach internationalem Passagieraufkommen
- Liste der größten Flughäfen nach Passagieraufkommen
- Liste der größten Fußballstadien der Welt
- Liste der größten Fußballstadien in Deutschland
- Liste der größten Fußballstadien in Europa
- Liste der grössten Glocken der Schweiz
- Liste der größten Hotels
- Liste der größten Kirchen
- Liste der größten Kuppeln ihrer Zeit
- Liste der größten Moscheen
- Liste der größten Schiffe der Welt
- Liste der größten Schwimmbecken
- Liste der größten Stadien der Welt
- Liste der größten Stadien in Österreich
- Liste der größten Stauseen der Erde
- Liste der größten Tennisstadien der Welt
- Liste der größten Wasserkraftwerke der Erde
- Listen der höchsten Bauwerke
- Liste der höchsten Bauwerke der Welt
- Liste der höchsten Bauwerke ihrer Zeit
- Liste der höchsten Brücken
- Liste der höchsten Fernsehtürme
- Liste der höchsten Gebäude in Asien
- Liste der höchsten Hochhäuser der Welt
- Liste der höchsten Statuen
- Liste der längsten Tunnel der Erde
- Liste der häufigsten Flugrouten nach Passagieraufkommen

## Andere
- Liste der größten Steinkugeln
- Liste der häufigsten Wörter der deutschen Sprache